# Чураевка (район)
Чура́евка (англ. Churaevka, официально Истори́ческий райо́н «Ру́сская дере́вня», англ. Russian Village Historic District) — исторический район на окраине города Саутбери, штат Коннектикут, который был включён в Национальный реестр исторических мест в 1988 году. Включает в себя место летнего отдыха, основанное в 1923 году группой русских иммигрантов, состоящее из 46 зданий на трёх улицах (road), ответвляющихся от западной части Russian Village Road. Большинство из них представляют собой одноэтажные коттеджи с деревянным каркасом, которые, как правило, имеют местный американский стиль, за исключением характерных русских элементов, например слуховых окон.

## История
В 1923 году русский эмигрант Илья Львович Толстой, сын Льва Толстого, приобрёл землю у слияния двух речек Помпераг и Хусатоник. Сначала он купил один акр, а затем ещё 16 акров. В 1925 году это место посетил сибирский бытописатель Георгий Дмитриевич Гребенщиков, которому очень понравилась эта поросшая лесом и напоминавшая Россию местность. По воспоминаниям Гребенщикова: «18 апреля 1925 года, когда я стал твёрдою ногой на кусок дикой, но тёплой земли в штате Коннектикут. Да, это было: не чувство собственности, а чувство твёрдого шага и независимости пережил я в тот час. „Вот здесь, наконец, сколочу из простых досок прочный и большой письменный стол и буду писать упрямо, независимо и долго“. А в полдень на Пасху, в сетке мягкого весеннего дождя, среди берёзок, выбрал полянку для хижины. Забивая первый колышек, помню, обратился к Востоку и вместо молитвы крепко подумал: „Да, будет здесь, в Америке, Сибирский скит!“ Знал, что именно отсюда укочую на Алтай, на котором пора строить что-нибудь огромное, из яшмы и гранита — на многие века».
Он решил основать здесь посёлок для русских писателей, артистов и учёных и перекупил у Ильи Толстого всю землю и в том же году докупил ещё 100 акров по цене от 10 до 15 долларов за акр. и назвать его Чураевкой в честь мифического сибирского села, которое упоминается в многотомной эпопее Гребенщикова «Чураевы». Однако из-за трудности произношения коренные жители Саутбери стали назвать Чураевку «Русской деревней» (англ. Russian Village). На месте будущего посёлка были намечены улицы, и земля была разбита на участки. Деньги на застройку Чураевки и поддержку общины помогали собирать композитор Сергей Рахманинов и авиаконструктор Игорь Сикорский.
Первые поселенцы жили в Чураевке летом в палатках среди вековых деревьев, пока строились их дома. Им особенно нравились росшие здесь берёзы. Гребенщиков описывает в своём произведении «Гонец», как он в Чураевке строил свой дом и обтёсывал брёвна, устроил в нём типографию под названием «Алатас», где печатались книги Рерихов, Бальмонта, многих русских классиков и самого Гребенщикова.
Кроме Ильи Толстого и Георгия Гребенщикова здесь гостили: композитор Сергей Рахманинов, артист Михаил Чехов, хореограф Михаил Фокин, живописец Николай Рерих, проживали: член Государственной думы Иван Ушаков, морской биолог Виктор Лузанов, изобретатель Леонид Дунаев. Создатель вертолётов Игорь Сикорский владел здесь землёй, часто приезжал в Чураевку, но в ней не жил.
В 1932—1933 годах по проекту Николая Рериха была построена небольшая часовня из дикого камня. Самым щедрым жертвователем был строитель вертолётов Игорь Иванович Сикорский. Жители Чураевки добровольно участвовали в строительстве. Ответственные работы выполнял опытный каменщик Иван Васильев. В часовне могли одновременно находиться не более десяти человек, поэтому перед ней для молящихся под открытым небом был построен амфитеатр. В часовне службы были нерегулярными. Особенно славно отмечался торжественным богослужением и пикником день преподобного Сергия Радонежского. Местные жители венчались и крестили младенцев в этой часовне. Гребенщиков рассматривал этот небольшой храм и саму Чураевку как символическое и одновременно материальное воплощение русской идеи и своего главного произведения, он даже назвал часовню одной из глав своей литературной эпопеи.
1930-е — 1940-е годы были наиболее оживлённым временем в истории Чураевки. После Второй мировой войны Чураевка пополнилась русскими эмигрантами второй волны, покупавшими здесь землю по 45 долларов за акр. Однако после смерти Ильи Толстого и отъезда Григория Гребенщикова в штат Флорида в октябре 1942 года община, лишившись своих лидеров, постепенно стала приходить в упадок.
К 1000-летию крещения Руси архитектор и скульптор В. Н. Успенский воздвиг перед своим домом из тщательно подобранных булыжников статую былинного богатыря Святогора высотой 13 футов.
С 1960-х по 1999 год в Чураевке периодически жил священник Димитрий Александров, в 1988 году принявший монашество и ставший епископом Даниилом. Типография Гребенщикова находилась в его ведении со всеми печатными станками и книгами, оставшимися после кончины Гребенщикова. Епископ Даниил некоторое время пользовался типографией и печатал в ней духовную литературу. По словам Епископа Даниила: «Говорили, стоит часовенка в лесу — вот я и приехал. Думал, буду служить. А оказалось, никому здесь мои молитвы не нужны. Они-то и на службы не ходят».
В 1988 году Чураевка была внесена в Национальный реестр исторических памятников — как одна из достопримечательностей штата Коннектикут. На средства Федеральной службы охраны исторических объектов были отреставрированы иконостас в часовне и заново позолочен её купол.
Как писала Белла Езерская в 2002 году: «Чураевка неотличима от тысяч других американских посёлков, где живут средние американцы. Давно выветрился из этих мест русский дух, и только любовно ухоженная и охраняемая маленькая церквушка с золотым куполом напоминает о том, что здесь когда-то кипела русская жизнь, читались стихи, издавались книги и жили люди, составляющие гордость и славу русского искусства».
В 2017 году Виктория Авербух писала: «Некогда популярная деревня Чураевка нынче входит в так называемый „музейный квест“ — в таких участвуют краеведы-любители, изучающие историю родного штата в местных библиотеках и музеях». К тому времени в Чураевке оставалось лишь три-четыре семьи потомков её основателей, приезжавших лишь летом, а основными жителями этого места стали обычные американцы.